# Karl Steinocher

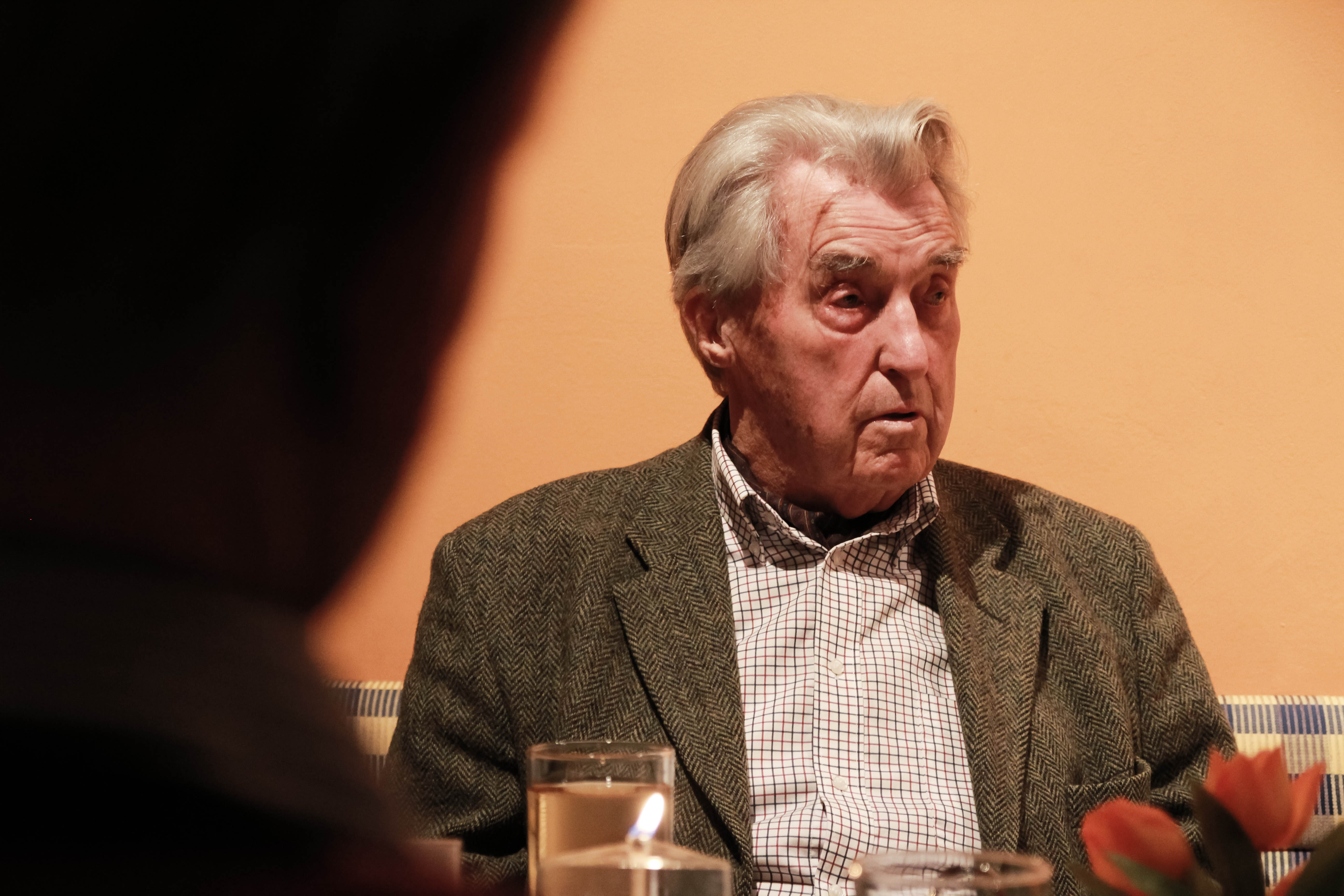
Karl Steinocher (2012)

 Karl Steinocher  (* 19. Jänner 1920 in Bischofshofen; † 30. Mai 2013 in Salzburg) war ein österreichischer Politiker (SPÖ).

## Leben
Steinocher ist jüngste von drei Söhnen des Eisenbahners, Gewerkschafters und KPÖ-Mitglieds Karl Steinocher (1894–1945) und seiner Frau Therese, geborene Bruckbauer († 1990 in Salzburg). Sein Vater wurde in der Zeit des Nationalsozialismus wegen Vorbereitung zum Hochverrat zu sieben Jahren Zuchthaus verurteilt und starb am 16. Mai 1945 an den Folgen der Haft.
Steinocher besuchte die Volksschule in Bischofshofen und absolvierte von 1935 bis 1938 eine kaufmännische Lehre. Von 1938 bis 1940 arbeitete er als Fahrdienstleiter und Schulungsbeamter bei der Deutschen Reichsbahn. 1940 wurde er zur deutschen Wehrmacht eingezogen. Im Frühling 1945 desertierte er und hielt sich in Salzburg bis Kriegsende versteckt. Nach Ende des Zweiten Weltkriegs war er von 1945 bis 1957 Schulungsbeamter der ÖBB. 1949 wurde er Vollmitglied der Arbeiterkammer Salzburg und 1956 zu deren Vizepräsident gewählt; von 1965 bis 1966 war er deren Präsident.
1953 wurde er in den Gemeinderat Salzburgs gewählt, dem er bis 1957 angehörte. Dem Bundesrat gehörte er von Mai 1957 bis Juli 1959 an.  Von 1959 bis 1974 war er Abgeordneter zum Salzburger Landtag und von 1966 bis 1976 Landeshauptmann-Stellvertreter.
Aus Anlass seines 90. Geburtstags im Jahr 2010 würdigte Gabi Burgstaller Steinocher als „sozialdemokratisches Urgestein“. Er habe die „Geschichte der Salzburger SPÖ in den Jahrzehnten der Nachkriegszeit ganz wesentlich geprägt“.
Nach ihm ist der Karl Steinocher Fonds benannt, der 1978 gegründet wurde und  ein Archiv für die Geschichte der Salzburger Arbeiterbewegung beherbergt und betreut.